# هاينريش بوركهاردت
هاينريش بوركهاردت (بالألمانية: Heinrich Burkhardt) (و. 1861 – 1914 م) هو رياضياتي، ومؤرخ الرياضيات، وأستاذ جامعي ألماني، ولد في شفاينفورت، كان عضوًا في الأكاديمية الألمانية للعلوم ليوبولدينا، والأكاديمية البافارية للعلوم والعلوم الإنسانية، توفي في ميونخ، عن عمر يناهز 53 عاماً.

## التعليم
تعلم في جامعة غوتينغن، وتعلم في جامعة ميونخ التقنية
.